# Jan Bergström (militär född 1944)
Jan Gunnar Bergström, född 25 februari 1944 i Uppsala församling i Uppsala län, är en svensk militär.

## Biografi
Bergström avlade officersexamen vid Krigsskolan 1966 och utnämndes samma år till fänrik vid Göta livgarde, där han befordrades till löjtnant 1968[källa behövs] och till kapten 1972. Han gick Stabskursen vid Militärhögskolan 1974–1976, befordrades till major vid Södermanlands regemente 1977, var officer i Generalstabskåren 1978–1981, kompanichef vid Södermanlands regemente, befordrades till överstelöjtnant 1982, var chef för Produktionsplaneringen i Systemavdelningen i Huvudavdelningen för armémateriel i Försvarets materielverk 1983–1984, var chef för Utrustningsavdelningen i Arméstaben 1984–1987 och var bataljonschef vid Skaraborgs regemente 1987–1988. År 1988 befordrades han till överste, varpå han var chef för Pansartruppernas stridsskola 1988–1990, chef för Skånska dragonregementet 1990–1992 och chef för Norra skånska regementet tillika befälhavare för Kristianstads försvarsområde 1992–1994. Bergström befordrades till överste av första graden 1994, varefter han var chef för Skånska dragonregementet tillika befälhavare för Skånes försvarsområde 1994–1998, ställföreträdande brigadchef vid de fredsbevarande styrkorna i Bosnien och Hercegovina 19 december 1995 – 23 juni 1996 och brigadchef där 24 juni – 31 december 1996 samt chef för Markstridsskolan 1999–2000.